# Соловіївка
Солові́ївка — село в Україні, у Житомирському районі Житомирської області. Входить до складу Брусилівської селищної громади. Населення становить 892 осіб.

## Населення

### Мова
Розподіл населення за рідною мовою за даними перепису 2001 року:
| Мова            | Кількість | Відсоток |
| --------------- | --------- | -------- |
| українська      | 841       | 94.28%   |
| російська       | 40        | 4.48%    |
| румунська       | 8         | 0.90%    |
| білоруська      | 2         | 0.22%    |
| інші/не вказали | 1         | 0.12%    |
| Усього          | 892       | 100%     |

## Історія
Достеменно походження назви села невідоме. Існує декілька версій. Згідно з однією з них назва «Соловіївка» пішла від того, що в давнину в селі було дуже багато солов'їв. Своїм співом вони зачаровували проїжджих людей і саме через це й прозвали село Соловіївкою. Згідно з іншою версією — першим поселенцем села був дід на ім'я Соловей та його нащадки. Ще одна версія стверджує, що водойми навколо села мали солонувату воду, тому село спершу звалося Солоївка, а згодом назва трансформувалася у сучасну.
Вперше згадане 1607 року.
Село біля межі Сквирського повіту, при струмку, що впадає за селом Лучином у верстах 10-ти в річку Ірпінь. Струмок цей влітку пересихає і жителі користуються водою із криниць. Вода в криницях солонувата. Землі, які належали селу в кількості 4811 десятин, достатньо родючі. Ліси в околицях давно винищені. Село належало Едуарду Михайловському (латинського віросповідання), керуючому Брусилівським маєтком графа Чацького, від которого він купив Соловіївку у 1811 році.
Водороздільне узвишшя між річками Здвижем та Ірпенем, вищий пункт якого на північному сході від села підноситься на 666 футів над рівнем моря, оголоне уже давно від лісів і має ґрунт, помірно придатний для хліборобства, але по кількості недостатній для забезпечення продовольством багатолюдного села. Головне заняття жителів становлять промисли і баришництво. Кожної весни майже половина їх їде на заробітки в різні кінці за 200 і більше верст, підряджуючись найчастіше в лісах гонить дьоготь і смолу; решта орендують городи, сади, торгують білою глиною, сіллю, лісом і т.п. 3аняття промислами та баришництвом зробили жителів Соловіївки більш розвиненими порівняно з навколишніми поселянами, що підтвердилось під час останнього польського повстання (1863 р.). Село належало тоді Еразму Михайловському. За участь дітей покійного Михайловського у польському повстанні 1863 року їх Соловіївський маєток був конфіскований у казну і проданий за 34 тисячі рублів князю Ширинському-Шихматову.
Церква в Соловіївці Святителя Миколая, дерев'яна, збудована у 1789 році. (Дві статуетки євангелістів з цієї церкви знаходяться в Києві, в Національному художньому музеї). Попередня церква описана у візиті 1746 року (Фастівського деканату). За штатами зачислена до 3-го класу; землі має 55 десятин. До соловіївського приходу зачислене село Морозівка.
У 1863 та 1864 у Соловіївці мали місце селянські заворушення.
Радянську окупаційну владу встановлено в січні 1918 року. Під час австро-німецької окупації село було охоплене повстанським рухом. Тут деякий час перебував волосний підпільний штаб повстання.
У 1918 році в селі дислокувався повстанський штаб під час Брусилівського збройного повстання.
«Чорною сторінкою» для жителів населеного пункту стали роки голодомору (1932-1933 років) та Другої світової війни (1939-1945 років).
Соловіївка окупована німцями 10 липня 1941 року, яких вигнали 11 листопада 1943 року. Вдруге окупована 15 листопада 1943 року і остаточно вигнані 26 грудня 1943 року. Вигнано на роботи до Німеччини 290 чоловік, закатовано та розстріляно 27 чоловік, спалено та зруйновано 170 будівель колгоспу та колгоспників.
(Надано: Г. Гуменюк)
У 1972 році в Соловіївці було 822 двори з населенням 1749 чоловік. Сільській раді були підпорядковані села Малинівка та Морозівка. На території села була розміщена центральна садиба колгоспу «Новий хлібороб», який мав у користуванні 4316 га сільськогосподарських угідь, у тому числі 3746 орної землі. Провідними культурами були цукровий буряк, пшениця і жито. Було розвинуте птахівництво. За успіхи в розвитку сільського господарства 73 колгоспники нагороджено орденами й медалями.
У селі була середня школа, де 32 вчителі навчали 364 учнів, будинок культури на 270 місць, бібліотека з книжковим фондом 9,2 тис томів.[недоступне посилання з липня 2019]
20 серпня 2020 року внаслідок пожежі була знищена дерев’яна будівля Свято-Миколаївського храму. 

## Відомі люди
У селі народився Реріх Костянтин Едуардович (1878–1934) — механік.